# Huy chương Willet G. Miller

Huy chương Miller

Huy chương Willet G. Miller là một giải thưởng của Hội hoàng gia Canada dành cho các công trình nghiên cứu xuất sắc trong mọi ngành khoa học Trái Đất.
Năm 1941, mười hai người bạn của nhà địa chất học nổi tiếng Willet Green Miller (1867–1925), người có công phát triển ngành công nghiệp khai mỏ ở Ontario, đã quyên tặng lập quỹ Huy chương Miller để vinh danh ông. Giải thưởng gồm một huy chương bằng bạc mạ vàng, được trao mỗi 2 năm.

## Các người đoạt huy chương Miller
- 2011 – Anthony E. Williams-Jones
- 2009 - R. Paul Young
- 2007 - Frederick John Longstaffe
- 2005 - Kurt Kyser, FRSC
- 2003 - Roger H. Mitchell, FRSC
- 2001 - Robert L. Carroll, FRSC
- 1999 - Robert Kerrich
- 1997 - Paul F. Hoffman
- 1995 - Hans J. Hofmann
- 1993 - Frank C. Hawthorne, FRSC
- 1991 - Jan Veizer, FRSC
- 1989 - William H. Mathews, FRSC
- 1987 - Harold Williams, FRSC
- 1985 - William S. Fyfe, FRSC
- 1983 - Donald F. Stott
- 1981 - Denis M. Shaw, FRSC
- 1979 - Edward T. Tozer
- 1977 - Allan M. Goodwin
- 1975 - J. Ross Mackay
- 1973 - Raymond Thorsteinsson
- 1971 - Robert W. Boyle
- 1969 - J.A. Jeletzky
- 1967 - Robert E. Folinsbee
- 1965 - R. J. W. Douglas, FRSC
- 1963 - Leonard G. Berry
- 1961 - William H. White
- 1959 - Loris S. Russell
- 1957 - James E. Gill
- 1955 - John Tuzo Wilson
- 1953 - Clifford H. Stockwell
- 1951 - James Edwin Hawley
- 1949 - Hardy V. Ellsworth
- 1947 - Frank H. McLearn, FRSC
- 1945 - Morley E. Wilson, FRSC
- 1943 - Norman Levi Bowen, FRSC